# النگا
النگا (به لاتین: Elenga) یک منطقهٔ مسکونی در بنگلادش است که در ناحیه تانگیل واقع شده‌است. النگا ۲۳٫۲۴ کیلومتر مربع مساحت و ۵۵٬۰۰۰ نفر جمعیت دارد.